# Genocide & Juice
Albums de The Coup
Kill My Landlord
(1993) Steal This Album
(1998)
Genocide & Juice est le deuxième album studio de The Coup, sorti le 13 octobre 1994.
L'album s'est classé 27e au Billboard Top Heatseekers et 62e au Top R&B/Hip-Hop Albums.

## Liste des titres
| No  | Titre                                                   | Contient un (des) sample(s) de | Durée |
| --- | ------------------------------------------------------- | --- | ----- |
| 1.  | Intro (G Nut Talks Shit From The Gut)                   | Givin' It Up Is Givin' Up de Patrice Rushen                                                                                                 | 0:54  |
| 2.  | Fat Cats, Bigga Fish                                    | The Rub de George et Gwen McCrae | 5:54  |
| 3.  | Pimps (Free Stylin at the Fortune 500 Club)             | Woo Together de Bernie Worrell | 5:05  |
| 4.  | Takin' These                                            | | 4:41  |
| 5.  | Hip 2 tha Skeme                                         | In All My Wildest Dreams de Joe Sample | 5:41  |
| 6.  | Gunsmoke                                                | South California Purples de Chicago Buffalo Gals de Malcolm McLaren The Grand Imperial Diamond Shell de Diamond Shell                       | 4:02  |
| 7.  | This One's a Girl                                       | They Reminisce Over You (T.R.O.Y.) de Pete Rock & CL Smooth Doggy Dogg World de Snoop Dogg featuring Kurupt, Daz Dillinger et les Dramatics | 0:37  |
| 8.  | The Name Game                                           | Rock Box de Run–D.M.C. | 5:38  |
| 9.  | 360 Degrees                                             | Givin' It Up Is Givin' Up de Patrice Rushen Pollywanacraka de Public Enemy                                                                  | 2:14  |
| 10. | Hard Concrete                                           | La Di Da Di de Doug E. Fresh et Slick Rick Growin' Up in the Hood des Compton's Most Wanted                                                 | 4:21  |
| 11. | Santa Rita Weekend (featuring E-40 et Spice 1)          | | 4:54  |
| 12. | Repo Man                                                | | 3:07  |
| 13. | Interrogation (featuring Osagyefo et Point Blank Range) | | 4:49  |
| 14. | Outro                                                   | | 0:41  |